# Atlético Ouriense
Der Clube Atlético Ouriense ist ein portugiesischer Fußballverein in Ourém.

## Geschichte
Die Männermannschaft spielt aktuell in der Distriktliga von Santarém.
Die Frauenfußballabteilung wurde 2008 gegründet und stieg zur Saison 2011/12 in die erste Spielklasse der nationalen Frauenfußballmeisterschaft auf. Dort etablierte sich das Team schnell und gewann in der Saison 2012/13 überraschend den Meistertitel. Damit beendeten sie die elfjährige Siegesserie des bis dato führenden Vereins SU 1º Dezembro. Mit dem Erfolg qualifizierten sie sich für die UEFA Women’s Champions League der Saison 2013/14, wo sie aber bereits in der ersten Qualifikationsrunde scheiterten. 2014 gewannen die Frauen das Double und haben bei ihrer zweiten Teilnahme an  der Champions League 2014/15 dieses Mal als erstes portugiesisches Team überhaupt die Finalrunde erreicht, wo sie im Sechzehntelfinale gegen Fortuna Hjørring ausgeschieden sind.

## Erfolge
Frauen:
- Portugiesischer Meister: 2013, 2014
- Portugiesischer Pokalsieger: 2014

## UEFA Women’s Champions League
|                                       |                    |                      |     |  |  |
| UEFA Women’s Champions League 2013/14 | Gruppe 4 in Fátima | FC Zürich Frauen     | 0:5 |  |  |
|                                       |                    | ŽFK Ekonomist Nikšić | 1:1 |  |  |
|                                       |                    | KÍ Klaksvík          | 2:1 |  |  |